# La Ressource
Pour les articles homonymes, voir Ressource.
La Ressource est un lieu-dit de l'île de La Réunion, département et région d'outre-mer français dans le sud-ouest de l'océan Indien. Il s'agit d'un quartier des Hauts de Sainte-Marie qui s'est développé autour d'un séminaire de jésuites qui a participé à la christianisation de Madagascar, l'établissement de La Ressource.